# Somalia na Letnich Igrzyskach Olimpijskich 1972
Somalię na Letnich Igrzyskach Olimpijskich 1972 reprezentowało 3 zawodników. Był to pierwszy start reprezentacji Somalii na letnich igrzyskach olimpijskich.

## Skład kadry

### Lekkoatletyka
Mężczyźni
- Mohamed Aboker

800 metrów – odpadł w eliminacjach
1500 metrów – odpadł w eliminacjach
- Jama Awil Aden – maraton – nie ukończył
- Abdullah Noor Wasughe – skok wzwyż – 33. miejsce